# Cucullae
Cucullae (vlat. Form: Cuculle)
war eine Straßen- und Poststation an der Römerstraße Virunum–Iuvavum, die in der Tabula Peutingeriana, einer römischen Straßenkarte, verzeichnet ist.

## Lokalisierung
Sie befand sich gut einen Kilometer südlich der heutigen Gemeinde Kuchl im Bezirk Hallein im Land Salzburg. Die Breite der ergrabenen römischen Straße betrug ca. 9,6 m (Abstand der beidseitigen Entwässerungskanäle) und lässt auf einen regen Waren- und Militärverkehr schließen. Bei einer Begehung der Verdachtsflächen konnte 2012 neben einem römischen Bronzefibelfragment, Tonscherben und auch eine keltische Tetradrachme gefunden werden.
Der gefundene Meilenstein von Jadorf belegt das Vorhandensein der Straßenstation 13 römische Meilen vor Iuvavum und eine Straßenrenovierung in der Zeit zwischen 324 und 326 n. Chr. unter Kaiser Konstantin dem Großen.
Eine spätantike Siedlung gleichen Namens lag auf dem nahe gelegenen Georgenberg und ist durch zahlreiche Funde von keltischen und römischen Münzen belegt. In der Lebensbeschreibung des heiligen Severin, der Vita Sancti Severini, wird dort für die zweite Hälfte des 5. Jahrhunderts ein Gotteshaus und eine christliche Gemeinde bezeugt.

## Namensgebung
Die Bezeichnung Cucullae/Cuculle geht, sprachlich gesehen, aller Wahrscheinlichkeit nach zurück auf das aus dem Keltischen ins Lateinische entlehnte Wort cucullus‚ Spitzmütze, Gugel‘, im übertragenen Sinn als geografische Bezeichnung auch ‚runder Berg, Bergkuppe‘. Später, im Mittellateinischen, wurde das Wort in der femininen Form cuculla verwendet, was im Plural zur Ortsbezeichnung cucullae geführt haben dürfte. Demnach scheint es sich um die gängige Benennung nach einer geografischen Besonderheit zu handeln. Zu erklären bleibt aber der Widerspruch, dass sich in der betreffenden Gegend keinerlei markante Erhebung bzw. Erhebungen befinden, nach der die Bezeichnung plausibel erfolgen konnte; auch die Berge der Umgebung haben nicht die für eine derartige Benennung erforderlichen runden Formen.
Gesichert hingegen ist der Fortbestand der Bezeichnung der Poststation im Namen der Gemeinde Kuchl.